# Подгорје (Мостар)
Подгорје је насељено мјесто града Мостара, Федерација Босне и Херцеговине, БиХ.

## Становништво
По посљедњем службеном попису становништва из 1991. године, насељено мјесто Подгорје имало је 236 становника, сљедећег националног састава:
| Националност | 1991. |
| Хрвати       | 224   |
| Укупно       |       |